# 17174 Krivitsky
A 17174 Krivitsky (ideiglenes jelöléssel (17174) 1999 RX53) a Naprendszer kisbolygóövében található aszteroida. A LINEAR projekt keretében fedezték fel 1999. szeptember 7-én.